# Les Survivants (téléfilm)
Cet article concerne le film de Patrick Rotman. Pour le film de Frank Marshall, voir Les Survivants.
Pour les articles homonymes, voir Les Survivants.
Les Survivants est un documentaire historique français réalisé par Patrick Rotman et diffusé en 2005.

## Synopsis
Ce documentaire est consacré aux rescapés des camps de déportations nazis. Le film est composé de témoignages et d'images d'archives sur les camps de concentration et d'extermination. Il rend essentiellement compte des derniers mois des camps, en 1944-1945, des marches de la mort, de la libération des prisonniers et de leur retour en France,.

## Fiche technique
- Réalisation : Patrick Rotman
- Assistanat à la réalisation : Adrien Roche
- Scénario : Patrick Rotman
- Images : Georges de Genevray et Rahaël O'Byrne
- Montage : David Korn-Brzoza
- Narration : Florence Pernel
- Son : Laurent Schwartz
- Illustration sonore : Serge Kocryne
- Musique originale : Richard Bois
- Blanc-titre et animations : Thierry Merli
- Colorisation : François Montpellier
- Documentation : Marie-Hélène Barberis
- Producteurs : Michel Rotman et Marie Hélène Ranc
- Sociétés de production : Kuiv Productions avec France 3, France 5, TV5, Planète, Télévision suisse romande, RTBF.be, Europe Images International
- Langue : Français
- Format : couleur et noir et blanc
- Durée : 114 minutes
- Date de sortie : 2005
- Genre : documentaire[1],[2].

## Témoins
- François Bertrand ;
- Henri Borlant ;
- Isabelle Choko ;
- Madeleine Goldstein[3] ;
- Jacques Goldstein[4] ;
- Ida Grinspan (Fensterszab) ;
- Violette Jacquet (Silberstein) ;
- Jacques Sergent ;
- Isidore Rosenbaum ;
- Maurice Wolf.

### Texte du film
- Patrick Rotman : Les survivants, éd. Du Panama, 2005, 216 pages,  (ISBN 2-755-70000-9)

### Ouvrages historiques
- Saul Friedländer, L’Allemagne nazie et les Juifs, éd. du Seuil, 1997, 2007
  - Tome 1 : Les années de persécution : L'Allemagne nazie et les Juifs, 1933-1939
  - Tome 2 : Les années d'extermination : L'Allemagne nazie et les Juifs : 1939-1945
- Raul Hilberg, La Destruction des Juifs d'Europe, éd. Gallimard, 2006, coll. « Folio histoire », trois vol.
- Raul Hilberg, Exécuteurs, victimes, témoins, éd. Gallimard, coll. « NRF »-essais, 1994 et coll. « Folio histoire », 2004
- Annette Wieviorka, Déportation et génocide, entre la mémoire et l'oubli, Plon, Paris, 1992 ; 1998
- Marc-André Charguéraud, Le martyre des survivants (1945-1952), éd. Cerf, 2009, 283 pages (cf. p. 7 à 86 sur la fin des camps, les marches forcées, la libération et le rapatriement).

### Livres publiés par des témoins du film
- François Bertrand, Convoi de la mort, Buchenwald-Dachau (7-28 avril 1945) - Notre devoir de mémoire, éd. Héracles, 1997 et 2000, 302 pages.
- François Bertrand, Vers l'extermination - convoi Buchenwald-Dachau, Éd. Art’Cool, (Paris), 2005, 334 p.
- Henri Borlant, Merci d'avoir survécu, Paris, Seuil, mars 2011, 185 p. (ISBN 978-2-02-104471-3 et 2-02-104471-8)
- Isabelle Choko : Mes deux vies, éd. Caractères, collection : Témoignage, 2005, 224 pages.
- Madeleine Goldstein, On se retrouvera, l'amour au-delà de l'enfer, éd. De L'Archipel, 2006,  (ISBN 2-841-87786-8)
- Ida Grinspan et Bertrand Poirot-Delpech, J’ai pas pleuré, Presse-pocket, 2003
- Yves Pinguilly, Violette Jacquet : Les sanglots longs des violons de la mort, l’histoire de Violette Jacquet-Silberstein déportée à Auschwitz-Birkenau, dessins de Marcelino Truong, éd. Oskar-jeunesse, coll. Cadet histoire et société, 2007, 64 pages (édition pour enfants augmentée de 16 pages de témoignage de Violette Jacquet-Silberstein),  (ISBN 2-350-00162-8).
- Maurice Wolf et Stephane Wolf : Es Brennt un Combattant Dans la Tourmente, éd. L'Harmattan, 2006, 366 pages, préface de Patrick Rotman,  (ISBN 2-296-01700-2),  (ISBN 978-2-296-01700-9).